# Морфу
Морфу (грч. Μόρφου, Морфу, тур. Güzelyurt, Гизелјурт) је седми по величини и значају град на Кипру, у делу под турском окупацијом (тзв. Северни Кипар). Званично град припада округу Никозија.

## Природни услови
Град Морфу се сместио на близу западне обале острва Кипар. Од главног града Никозије Морфу је удаљен 35 километара западно.
Рељеф Морфу се налази на близу обале Средоземног мора, на око 45 метара надморске висине. Град се налази у западном делу средишње равнице острва, Месаорије и око града је равничарско тле.
Клима у Морфуу је средоземна са елементима сушне, степске климе. Просечна годишња температура је чак 25 подеока, а падавина има мало - око 400 мм/м².
Воде: Морфу се налази на близу обале Средоземног мора (8 км), а у самом граду нема битнијих водотока.

## Историја
Иако је подручје Морфуа било насељено још у време праисторије, овај градић, будући у сенци оближње Никозије, никада није битнији значај.
Важнији део историје града је везан за савремено доба. Берлинским конгресом 1878. године Велика Британија добија Кипар за колонију. Иако Британци унапређују стање и повезују путем град са Никозијом, тешко економско питање доводи до сталног трвења између већинских и хришћанских Грка и мањинских и муслиманских Турака.
Независношћу Кипра 1960. године Морфу поново добија на значају. Посебно се развија пољопривреда (узгајање лимуна нарочито). Међутим, већ 60-их година долази до првих трвења између већинских хришћанских Грка и и мањинских муслиманских Турака. У то време Морфу је био сасвим грчко насеље - преко 95% градског становништва су били Грци.
1974. године турска војска је окупирала северну трећину Кипра, заједно са Морфуом, који постаје насеље близу линије раздвајања. Месни Грци беже на југ земље и град остаје полупразан. Град већ деценијама пропада.

## Становништво
Морфу данас има око 15 хиљада страновника у градским границама, готово у целости Турака. Већина њих су пресељеници из Турске, а мањи део води порекло од кипарских Турака.

## Привреда
После окупације 1974. године привреда Морфуа је нагло пропала и до данас се није опоравила. Град је данас слабо развијен и ослоњен на пољопривредно залеђе.